# Astragalus litwinowianus
Astragalus litwinowianus là một loài thực vật có hoa trong họ Đậu. Loài này được Gontsch. miêu tả khoa học đầu tiên.